# الدوري السويدي الدرجة الأولى 2014
الدوري السويدي الدرجة الأولى 2014 (بالسويدية: Division 1 i fotboll för herrar 2014)‏ هو موسم من الدوري السويدي الدرجة الأولى. فاز فيه نادي إسكلستونا.